# إزالة الأغصان
إزالة الأغصان هي عملية نزع البراعم الجانبية من طول الفرع أو النبتة، وعادةً ما تكون من شجرة كبيرة أو شجيرات خشبية، يتم تنفيذ هذه العملية بشكل شائع أثناء وضع التحوط قبل قطع الأشجار في المزارع المجهزة للزراعة.
استخدم قاطعوا الأخشاب في اسكتلندا فعل إرسال  للإشارة إلى عملية أزالة الأغصان من الأشجار المقطوعة. سواء استخدم فَأْسًا أو منشاراً أو خطافاً، وكانت الصعوبة في عملية القص مقياساً رئيسياً لصعوبة الوظيفة ككل.
يمكن وصف إزالة الأغصان أيضا على أنه شكل من أشكال التقليم عن طريق أزالة بعض البراعم فقط، أو عند أزالة الجزء العلوي المورق من المحاصيل الجذرية (خصوصاً اللفت).